# Mémorial Van Damme
Pour les articles homonymes, voir MVD et Van Damme.
Le Mémorial Van Damme (Mémorial Ivo Van Damme à l'origine) est une rencontre annuelle d'athlétisme se déroulant au stade Roi Baudouin de Bruxelles en Belgique, le dernier week-end d'août ou le premier week-end de septembre. Il figure depuis 2010 au programme de la Ligue de diamant, compétition remplaçant la Golden League.
Le Mémorial a été créé en 1977 et le nom du champion belge disparu Ivo Van Damme lui a été attribué pour honorer sa mémoire : Van Damme a en effet été un grand espoir de l’athlétisme belge, spécialiste du demi-fond, double vice-champion olympique à Montréal en 1976 sur 800 m et 1 500 m, avant de mourir prématurément cinq mois plus tard, à 22 ans, dans un accident de voiture.

## Historique
Le Mémorial Van Damme est créé en 1977 par un groupe de journalistes pour honorer la mémoire de l'athlète belge disparu prématurément, Ivo Van Damme, qui était un des plus grands espoirs européens du demi-fond.

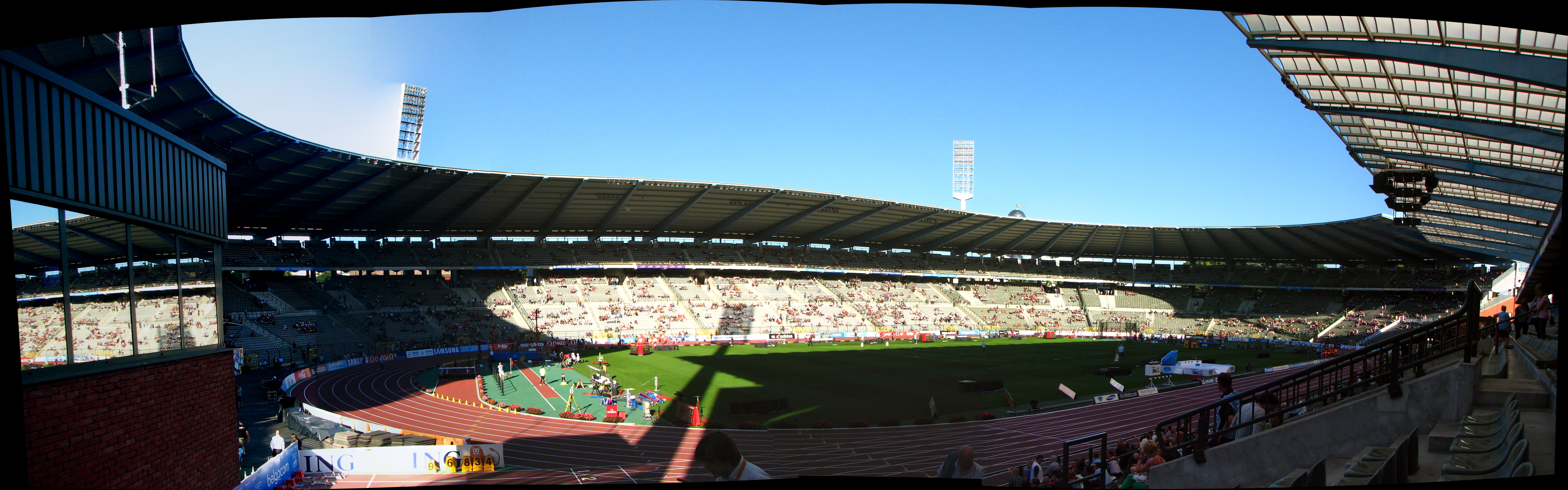
Image du stade Roi Baudouin de Bruxelles pendant le Mémorial Van Damme de 2012.

Ce grand événement attire les meilleurs athlètes mondiaux : des records du monde ou d'Europe y sont régulièrement battus, principalement dans les épreuves de fond et de demi-fond. Il est d'ailleurs depuis plusieurs années, considéré comme le meilleur meeting du monde et le plus riche[réf. souhaitée], doté d'un budget de plus de trois millions d'euros.
En 2014, il est rebaptisé « AG Insurance Mémorial Van Damme », et en 2021, à nouveau rebaptisé en « Allianz Mémorial Van Damme », à la suite de changements successifs du sponsor.

## Palmarès

### Records du monde
| Année | Vainqueur(s)                                                 | Nationalité | Épreuve          | Performance    |
| ----- | ------------------------------------------------------------ | ----------- | ---------------- | -------------- |
| 2023  | Jakob Ingebrigtsen                                           | Norvège     | 2000 m           | 4 min 43 s 13  |
| 2020  | Mo Farah                                                     | Royaume-Uni | Heure            | 21 330m        |
| 2020  | Sifan Hassan                                                 | Pays-Bas    | Heure            | 18 930m        |
| 2012  | Aries Merritt                                                | États-Unis  | 110 m haies      | 12 s 80        |
| 2009  | William Biwott Gideon Gathimba Geoffrey Rono Augustine Choge | Kenya       | 4 × 1 500 m      | 14 min 36 s 23 |
| 2007  | Meseret Defar                                                | Éthiopie    | 2 miles          | 8 min 58 s 58  |
| 2006  | Joseph Mutua William Yiampoy Ismael Kombich Wilfred Bungei   | Kenya       | 4 × 800 m        | 7 min 02 s 43  |
| 2005  | Kenenisa Bekele                                              | Éthiopie    | 10 000 m         | 26 min 17 s 53 |
| 2004  | Boniface Kiprop                                              | Ouganda     | 10 000 m junior  | 27 min 04 s 00 |
| 2004  | Saif Saaeed Shaheen                                          | Qatar       | 3 000 m steeple  | 7 min 53 s 63  |
| 2004  | Yelena Isinbayeva                                            | Russie      | saut à la perche | 4,92 m         |
| 2001  | Kenenisa Bekele                                              | Éthiopie    | 3 000 m junior   | 7 min 30 s 67  |
| 2001  | Brahim Boulami                                               | Maroc       | 3 000 m steeple  | 7 min 55 s 28  |
| 1997  | Daniel Komen                                                 | Kenya       | 5 000 m          | 12 min 39 s 74 |
| 1997  | Paul Tergat                                                  | Kenya       | 10 000 m         | 26 min 27 s 85 |
| 1996  | Salah Hissou                                                 | Maroc       | 10 000 m         | 26 min 38 s 08 |
| 1996  | Svetlana Masterkova                                          | Russie      | 1 000 m          | 2 min 28 s 98  |
| 1995  | Daniel Komen                                                 | Kenya       | 5 000 m junior   | 13 min 07 s 38 |
| 1995  | Maria Mutola                                                 | Mozambique  | 1 000 m          | 2 min 29 s 34  |
| 1981  | Sebastian Coe                                                | Royaume-Uni | 1 mile           | 3 min 48 s 53  |

## Records du meeting

### Hommes
| Épreuve            | Record                                           | Athlète                                                      | Nationalité         | Date                      | Réf.  |
| ------------------ | ------------------------------------------------ | ------------------------------------------------------------ | ------------------- | ------------------------- | ----- |
| 100 m              | 9 s 76 (+1,3 m/s)                                | Usain Bolt                                                   | Jamaïque            | 16 septembre 2011         | [ 1 ] |
| 200 m              | 19 s 26 (+0,7 m/s)                               | Yohan Blake                                                  | Jamaïque            | 16 septembre 2011         | [ 2 ] |
| 400 m              | 44 s 03                                          | Michael Cherry                                               | États-Unis          | 3 septembre 2021          |       |
| 800 m              | 1 min 42 s 20                                    | Wilson Kipketer                                              | Danemark            | 22 août 1997              |       |
| 1000 m             | 2 min 14 s 95                                    | Sammy Koskei                                                 | Kenya               | 30 août 1985              |       |
| 1 500 m            | 3 min 26 s 12                                    | Hicham El Guerrouj                                           | Maroc               | 24 août 2001              |       |
| Mile               | 3 min 47 s 30                                    | Noureddine Morceli                                           | Algérie             | 3 septembre 1993          |       |
| 2 000 m            | 4 min 43 s 13                                    | Jackob Ingebrigtsen                                          | Norvège             | 8 septembre 2023          |       |
| 3 000 m            | 7 min 23 s 09                                    | Hicham El Guerrouj                                           | Maroc               | 3 septembre 1999          |       |
| 5 000 m            | 12 min 39 s 74                                   | Daniel Komen                                                 | Kenya               | 22 août 1997              |       |
| 10 000 m           | 26 min 17 s 53                                   | Kenenisa Bekele                                              | Éthiopie            | 26 août 2005              | [ 3 ] |
| 110 m haies        | 12 s 80 (+0,3 m/s)                               | Aries Merritt                                                | États-Unis          | 7 septembre 2012          | [ 4 ] |
| 400 m haies        | 47 s 51                                          | Andre Phillips                                               | États-Unis          | 5 septembre 1986          |       |
| 3000 m steeple     | 7 min 53 s 63                                    | Saif Saaeed Shaheen                                          | Qatar               | 3 septembre 2004          | [ 5 ] |
| Saut en hauteur    | 2,43 m                                           | Mutaz Essa Barshim                                           | Qatar               | 5 septembre 2014          |       |
| Saut à la perche   | 6,11 m                                           | Armand Duplantis                                             | Suède               | 13 septembre 2024         |       |
| Saut en longueur   | 8,65 m (+0,2 m/s)                                | Carl Lewis                                                   | États-Unis          | 24 août 1984              |       |
| Triple saut        | 17,66 m (+0,1 m/s)                               | Christian Taylor                                             | États-Unis          | 6 septembre 2019          |       |
| Lancer du poids    | 22,98 m                                          | Leonardo Fabbri                                              | Italie              | 14 septembre 2024         |       |
| Lancer du disque   | 69,94 m                                          | Matthew Denny                                                | Australie           | 13 septembre 2024         |       |
| Lancer du marteau  | 82,26 m                                          | Lance Deal                                                   | États-Unis          | 22 août 1996              |       |
| Lancer du javelot  | 93,48 m (ancien modèle) 90,50 m (nouveau modèle) | Tom Petranoff Jan Železný                                    | États-Unis Tchéquie | 26 août 1983 25 août 1995 |       |
| relais 4 × 100 m   | 38 s 65                                          | Albert Robinson Lee McNeill Calvin Smith Dennis Mitchell     | États-Unis          | 19 août 1988              |       |
| relais 4 × 800 m   | 7 min 02 s 43                                    | Joseph Mutua William Yiampoy Ismael Kombich Wilfred Bungei   | Kenya               | 25 août 2006              |       |
| relais 4 × 1 500 m | 14 min 36 s 23                                   | William Biwott Gideon Gathimba Geoffrey Rono Augustine Choge | Kenya               | 4 septembre 2009          | [ 6 ] |

### Femmes
| Epreuve           | Record                                           | Athlète                                                   | Nationalité          | Date                              | Réf.        |
| ----------------- | ------------------------------------------------ | --------------------------------------------------------- | -------------------- | --------------------------------- | ----------- |
| 100 m             | 10 s 72 (-0,3 m/s) 10 s 72 (+0,6 m/s)            | Shelly-Ann Fraser-Pryce Elaine Thompson                   | Jamaïque             | 6 septembre 2013 9 septembre 2016 | [ 7 ] [ 8 ] |
| 200 m             | 21 s 48 (+0,2 m/s)                               | Shericka Jackson                                          | Jamaïque             | 8 septembre 2023                  |             |
| 400 m             | 48 s 83                                          | Sanya Richards                                            | États-Unis           | 4 septembre 2009                  | [ 9 ]       |
| 800 m             | 1 min 55 s 16                                    | Pamela Jelimo                                             | Kenya                | 5 septembre 2008                  | [ 10 ]      |
| 1 000 m           | 2 min 28 s 98                                    | Svetlana Masterkova                                       | Russie               | 23 août 1996                      |             |
| 1 500 m           | 3 min 55 s 33                                    | Süreyya Ayhan                                             | Turquie              | 5 septembre 2003                  |             |
| Mile              | 4 min 14 s 74                                    | Sifan Hassan                                              | Pays-Bas             | 3 septembre 2021                  |             |
| 2 000 m           | 5 min 30 s 19                                    | Gelete Burka                                              | Éthiopie             | 4 septembre 2009                  |             |
| 3 000 m           | 8 min 24 s 51                                    | Meseret Defar                                             | Éthiopie             | 14 septembre 2007                 | [ 11 ]      |
| 2 Miles           | 8 min 58 s 58                                    | Meseret Defar                                             | Éthiopie             | 14 septembre 2007                 | [ 12 ]      |
| 5 000 m           | 14 min 18 s 89                                   | Almaz Ayana                                               | Éthiopie             | 9 septembre 2016                  | [ 8 ]       |
| 100 m haies       | 12 s 42 (-0,3 m/s)                               | Yordanka Donkova                                          | Bulgarie             | 5 septembre 1986                  |             |
| 400 m haies       | 52 s 11                                          | Femke Bol                                                 | Pays-Bas             | 8 septembre 2023                  |             |
| 3000 m steeple    | 8 min 55 s 10                                    | Beatrice Chepkoech                                        | Kenya                | 31 août 2018                      |             |
| Saut en hauteur   | 2,05 m                                           | Anna Chicherova                                           | Russie               | 16 septembre 2011                 |             |
| Saut à la perche  | 5,00 m                                           | Sandi Morris                                              | États-Unis           | 9 septembre 2016                  | [ 8 ]       |
| Saut en longueur  | 7,25 m (+1,7 m/s)                                | Heike Drechsler                                           | Allemagne de l'Est   | 13 septembre 1991                 |             |
| Triple saut       | 15,14 m (+0,3 m/s)                               | Tatyana Lebedeva                                          | Russie               | 5 septembre 2003                  |             |
| Lancer du poids   | 20,59 m                                          | Valerie Adams                                             | Nouvelle-Zélande     | 5 septembre 2014                  |             |
| Lancer du disque  | 69,84 m                                          | Tsvetanka Hristova                                        | Bulgarie             | 5 septembre 1986                  |             |
| Lancer du javelot | 72,18 m (ancien modèle) 67,99 m (nouveau modèle) | Fatima Whitbread Barbora Špotáková                        | Royaume-Uni Tchéquie | 5 septembre 1986 5 septembre 2014 |             |
| Relais 4 × 100 m  | 42 s 97                                          | Gwen Torrence Sheila Echols Dannette Young Evelyn Ashford | États-Unis           | 19 août 1988                      |             |

## Éditions
| #   | Date               | Édition                      | Compétition    |
| --- | ------------------ | ---------------------------- | -------------- |
| 48  | 13 septembre 2024  | Mémorial Van Damme 2024      | Diamond League |
| 47  | 8 septembre 2023   | Mémorial Van Damme 2023      | Diamond League |
| 46  | 2 septembre 2022   | Mémorial Van Damme 2022      | Diamond League |
| 45  | 3 septembre 2021   | Mémorial Van Damme 2021      | Diamond League |
| 44  | 4 septembre 2020   | Mémorial Van Damme 2020      | Diamond League |
| 43  | 6 septembre 2019   | Mémorial Van Damme 2019      | Diamond League |
| 42  | 31 août 2018       | Mémorial Van Damme 2018      | Diamond League |
| 41  | 1er septembre 2017 | Mémorial Van Damme 2017      | Diamond League |
| 40  | 9 septembre 2016   | Mémorial Van Damme 2016      | Diamond League |
| 39  | 11 septembre 2015  | Mémorial Van Damme 2015      | Diamond League |
| 38  | 5 septembre 2014   | Mémorial Van Damme 2014      | Diamond League |
| 37  | 6 septembre 2013   | Mémorial Van Damme 2013      | Diamond League |
| 36  | 7 septembre 2012   | Mémorial Van Damme 2012 (nl) | Diamond League |
| 35  | 16 septembre 2011  | Mémorial Van Damme 2011 (nl) | Diamond League |
| 34  | 27 août 2010       | Mémorial Van Damme 2010      | Diamond League |
| 33  | 4 septembre 2009   | Mémorial Van Damme 2009      | Golden League  |
| 32  | 5 septembre 2008   | Mémorial Van Damme 2008      | Golden League  |
| 31  | 14 septembre 2007  | Mémorial Van Damme 2007      | Golden League  |
| 30  | 25 août 2006       | Mémorial Van Damme 2006      | Golden League  |
| 29  | 26 août 2005       | Mémorial Van Damme 2005      | Golden League  |
| 28  | 3 septembre 2004   | Mémorial Van Damme 2004      | Golden League  |
| 27  | 5 septembre 2003   | Mémorial Van Damme 2003      | Golden League  |
| 26  | 30 août 2002       | Mémorial Van Damme 2002      | Golden League  |
| 25  | 24 août 2001       | Mémorial Van Damme 2001      | Golden League  |
| 24  | 25 août 2000       | Mémorial Van Damme 2000      | Golden League  |
| 23  | 3 septembre 1999   | Mémorial Van Damme 1999      | Golden League  |
| 22  | 28 août 1998       | Mémorial Van Damme 1998      | Golden League  |
| 21  | 22 août 1997       | Mémorial Van Damme 1997      |                |
| ... | ...                | ...                          |                |
| 1   | 16 août 1977       | Mémorial Van Damme 1977      |                |